# Устная речь
Устная речь — форма речевой деятельности, включающая понимание звучащей речи и осуществление речевых высказываний в звуковой форме (говорение).
Устная речь может осуществляться при непосредственном контакте собеседников или может быть опосредована техническим средством (телефоном и т. п.), если общение происходит на значительном расстоянии.
Для устной речи, в отличие от письменной, характерны:
- избыточность (наличие повторов, уточнений, пояснений);
- использование невербальных средств общения (жестов, мимики),
- экономия речевых высказываний, эллипсисы (говорящий может не называть, пропускать то, о чём можно легко догадаться).

Устная речь всегда обусловлена речевой ситуацией.
Различают:
- [1]неподготовленную (спонтанную) устную речь (беседа, интервью, выступление в дискуссии) и подготовленную устную речь (лекция, доклад, выступление, отчёт);
- диалогическую речь (непосредственный обмен высказываниями между двумя или несколькими лицами) и монологическую речь (вид речи, обращённой к одному или группе слушателей, иногда — к самому себе).

#### Устная — письменная речь
Устная - письменная речь — графически оформленная речь, организованная на основе буквенных и прочих изображений, которая, несмотря на письменную форму, обладает характеристиками устной речи с точки зрения структуры и лексики. Данная «промежуточная» форма речи возникла вследствие приспособления языка к условиям общения в Интернете (в частности, в чатах, блогосфере, социальных сетях).